# Adolf Fryderyk II
Adolf Fryderyk II (ur. 19 października 1658 w Grabow, zm. 12 maja 1708) – książę Meklemburgii-Strelitz od 1701 r.

## Życiorys
Był najmłodszym spośród licznych dzieci księcia Meklemburgii-Schwerin Adolfa Fryderyka I. Jego matką była druga żona księcia, Maria Katarzyna, córka księcia brunszwicko-lüneburskiego na Dannenbergu Juliusza Ernesta. Był pogrobowcem – urodził się blisko osiem miesięcy po śmierci swego ojca.
W 1692 r., w chwili bezpotomnej śmierci swego najstarszego brata i następcy ojca, Chrystiana Ludwika I, był jedynym żyjącym synem Adolfa Fryderyka I. Następcą Chrystiana Ludwika został wtedy syn jednego ze średnich braci, Fryderyk Wilhelm. Adolf Fryderyk II jednak zgłosił swoje roszczenia do części księstwa, a w 1695 r., po śmierci Gustawa Adolfa, ostatniego księcia Meklemburgii-Güstrow i teścia Adolfa Fryderyka II, który nie pozostawił żyjącego syna, zajął nawet jego księstwo. Ostatecznie, w 1701 r. doszło do układu w Hamburgu z Fryderykiem Wilhelmem, zgodnie z którym Adolf Fryderyk II został księciem niewielkiej Meklemburgii-Strelitz.
Adolf Fryderyk był trzykrotnie żonaty. Pierwszą żoną była Maria (1659–1701), córka Gustawa Adolfa, ostatniego księcia Meklemburgii-Güstrow. Z tego związku pochodziło czworo dzieci:
- Adolf Fryderyk III (1686–1752), następca ojca jako książę Meklemburgii-Strelitz,
- Magdalena Amalia (1689–1689),
- Maria (1690–1690),
- Eleonora Wilhelmina (1691–1691),
- Gustawa Karolina (1694–1748), żona księcia Meklemburgii-Schwerin Chrystiana Ludwika II.

Drugą żoną Adolfa Fryderyka była od 1702 r. Joanna (1680–1704), córka księcia Saksonii-Gotha-Altenburga Fryderyka I. Zmarła młodo, nie miała dzieci. Trzecią żoną księcia była od 1705 r. Chrystiana Emilia Antonia (1681–1751), córka księcia Schwarzburga-Sondershausen Chrystiana Wilhelma. Z tego małżeństwa pochodziło dwoje dzieci:
- Zofia (1706–1708),
- Karol (1708–1758), ojciec późniejszych książąt Meklemburgii-Strelitz Adolfa Fryderyka IV i Karola II oraz królowej Wielkiej Brytanii Zofii Charlotty.